# Pierrerue, Alpes-de-Haute-Provence
Pierrerue är en kommun i departementet Alpes-de-Haute-Provence i regionen Provence-Alpes-Côte d'Azur i sydöstra Frankrike. Kommunen ligger  i kantonen Forcalquier som ligger i arrondissementet Forcalquier. År 2022 hade Pierrerue 530 invånare.

## Befolkningsutveckling
Antalet invånare i kommunen Pierrerue
Referens: INSEE